# آهنغركلا (هرازبي الجنوبي)
آهنغرکلا (بالفارسية: آهنگرکلا) هي قرية تقع في إيران في قسم هرازبي الجنوبی الريفي. يقدر عدد سكانها بـ 276 نسمة .